# Suvanisia robusta
Suvanisia robusta är en insektsart som beskrevs av Thierry Bourgoin 1997. Suvanisia robusta ingår i släktet Suvanisia och familjen Meenoplidae. Inga underarter finns listade i Catalogue of Life.